# Trichodactylus ehrhardti
Trichodactylus ehrhardti är en kräftdjursart som beskrevs av Bott 1969. Trichodactylus ehrhardti ingår i släktet Trichodactylus och familjen Trichodactylidae. IUCN kategoriserar arten globalt som livskraftig. Inga underarter finns listade i Catalogue of Life.